# Condado de Trinity (California)
El condado de Trinity o condado de Trinidad (en inglés: Trinity County), fundado en 1850, es uno de 58 condados del estado estadounidense de California. En el año 2000, el condado tenía una población de 13 022 habitantes y una densidad poblacional de 1.9 personas por km². La sede del condado es Weaverville.

## Geografía
Según la Oficina del Censo, el condado tiene un área total de 8308.7 km², de la cual 8233.6 km² es tierra y 75.1 km² (0.90%) es agua.

### Condados adyacentes
- Condado de Siskiyou (norte)
- Condado de Shasta (este)
- Condado de Tehama (sureste)
- Condado de Mendocino (sur)
- Condado de Humboldt (oeste)

### Localidades

#### Lugares designados por el censo
Big Bar |
Burnt Ranch |
Coffee Creek |
Hayfork |
Lewiston |
Mad River |
Ruth |
Trinity Center |
Trinity Village |
Weaverville 

#### Áreas no incorporadas
Denny |
Douglas City |
Helena |
Hyampom |
Junction City |
Peanut |
Salyer |
Zenia 

## Demografía
En el censo de 2000, había 13 022 personas, 5587 hogares y 3625 familias residiendo en el condado. La densidad poblacional era de 2 personas por km². En el 2000 había 7980 unidades habitacionales en una densidad de 1 por km². La demografía del condado era de 88.87% blancos, 0.45% afroamericanos, 4.85% amerindios, 0.47% asiáticos, 0.12% isleños del Pacífico, 0.88% de otras razas y 4.38% de dos o más razas. 3.97% de la población era de origen hispano o latino de cualquier raza.
Según la Oficina del Censo en 2000 los ingresos medios por hogar en la localidad eran de $27 711, y los ingresos medios por familia eran $34 343. Los hombres tenían unos ingresos medios de $31 131 frente a los $24 271 para las mujeres. La renta per cápita para la localidad era de $16 868. Alrededor del 18.7% de la población estaban por debajo del umbral de pobreza.

## Transporte

### Principales autopistas
- Ruta Estatal de California 3
- Ruta Estatal de California 36
- Ruta Estatal de California 299